# متلازمة الإفراز غير الملائم للهرمون المضاد لإدرار البول
متلازمة الإفراز غير الملائم للهرمون المضاد لإدرار البول (بالانجليزية: Syndrome of inappropriate antidiuretic hormone secretion )هو الاضطراب الذي يتميز بانخفاض صوديوم واسمولالية الدم والناجم عن اختلال الإفراز المُستمر والغير ملائم للهرمون المُضاد لادرار البول ( ADH ) من الفص الخلفي للغدة النخامية بالرغم من زيادة حجم البلازما والتسبب في ضعف قدرة الكليتين على طرح الماء .

## التاريخ
وقد وصفت أول حالة من قبل باحثين من بوسطن ماساشوستس، وبيثيسدا بولاية ميريلاند (بما في ذلك الدكتور فريدريك بارتر [الإنجليزية]) لاثنين من المرضى يعانون من سرطان الرئة. وقد أسست المعايير التي وضعت من قبل شوارتز وبارتر في عام 1967. وظلت في جوهرها دون تغيير منذ ذلك الحين. ويشار إلى حالة اضطراب الهرمون من حين لآخر بأسماء مؤلفي التقرير الأول فتسمى متلازمة شوارتز-بارتر.

## الأعراض
أعراض مَعدية معوية
- فقدان الشهية
- غثيان

أعراض عضلية هيكلية
- آلام بالعضلات
- ضعف عام بالعضلات

أعراض عصبية عضلية
- رمع عضلي
- ضعف المنعكسات
- ترنح
- رعاش
- الارتعاش الخافق ( اللاثباتية)

أعراض تنفسية
- حالة شيني – ستوكس التنفسية

أعراض عصبية
- رتة (عسر تحدث)
- خمول
- ارتباك
- هذيان
- نوبات صرعية
- غيبوبة (بسبب الوذمة الدماغية)

بعض هذه الأعراض قد لا يظهر إلا في حالة النقص المتسارع الفجائي لصوديوم الدم.  

## أسباب المرض
تنتج الإصابة بمتلازمة عدم ملائمة افراز الهرمون المضاد لادرار البول عن العوامل التالية : 
اضطرابات الجهاز العصبي
- التهاب السحايا
- التهاب الدماغ
- الخراج المخي
- حمى الجبال الصخرية المبقعة (الحمى الزرقاء)
- متلازمة نقص المناعة المكتسبة
- نزف تحت العنكبوتية
- الورم الدموي تحت الجافية
- خثار الجيب الكهفي
- استسقاء الرأس
- متلازمة غيلان باريه
- التصلب المتعدد

اضطرابات تكون الأورام
- سرطان الرئة
- سرطانات القناة الهضمية (المعدة ، الاثنا عشر ، البنكرياس)
- سرطانات الجهازين البولي والتناسلي (المثانة ، قناة مجرى البول، البروستاتا، بطانة الرحم)
- الأورام اللمفية
- ساركومة يوينج

اضطرابات رئوية
- الالتهاب الرئوي
- خراج الرئة
- الربو
- التليف الكيسي

بعض العقاقير
- كلوربروباميد
- سيبروفلوكساسين
- كلوفايبرات
- موكسيفلوكساسين [7]
- أميتريبتيلين
- مورفين
- أوكسايتوسين
- إكستاسي
- مثبطات استرداد السيروتونين الانتقائية
- حمض الفالبرويك
- كاربامازيبين
- سيكلوفوسفامايد
- فينوثيازين

أسباب مؤقتة
- التخدير الكلي
- التمارين الشاقة

أسباب وراثية
الغرناوية (ساركويد)

## الفسيولوجيا المَرضية
إن وظيفة الهرمون المضاد لإدرار البول على الكلى هي التحكم في كمية الماء المعاد امتصاصه من الكليون. يعمل الهرمون على الأنبوبة الملتوية البعيدة والقناة الجامعة ويؤدي إلى احتباس الماء وليس العناصر المذابة بالدم . وبالتالي فإن التأثير الأساسي للهرمون هو تخفيف الدم وتقليل العناصر المذابة مثل الصوديوم مسبباً نقص صوديوم الدم.
ويزيد هذا التأثير باستجابة الجسم لاحتباس الماء عن طريق نقص إفراز هرمون الألدوستيرون مؤدياً إلى فقد المزيد من الصوديوم.
ولهذا السبب ترتبط الحالة بوجود نسبة كبيرة من الصوديوم في البول.
يُفرز الهرمون المضاد لإدرار البول لمنع فقد الماء بواسطة الكلى. فعند تجرع كميات من الماء يصل إلى الدورة الدموية مؤدياً لتخفيف بلازما الدم. يوصف هذا التخفيف بأنه نقص في اسمولية الدم. ويتم الكشف عنه بواسطة المستقبلات الاسمولية الموجودة في تحت المهاد بالمخ فيتم إيقاف إفراز الهرمون المضاد لإدرار البول. يؤدي ذلك إلى تعطيل عمل الأنبوبة الملتوية البعيدة والقناة الجامعة فتقل إعادة امتصاص الماء، يزداد إفراز البول، مع نقص اسمولية البول، وتكون المحصلة تعديل اسمولية الدم.
ولكن في حالة متلازمة الإفراز غير الملائم للهرمون المضاد لإدرار البول فإن الهرمون لا يتوقف استجابة لانخفاض اسمولية الدم عند تجرع كميات من المياه، بالتالي تظل اسمولية الدم منخفضة.
ونظراً لكون الصوديوم هو المذاب الأساسي في البلازما، يتم تحديد الحالة في المختبر إذا كانت نسبة الصوديوم في الدم أقل من الطبيعي.
تعتبر هذه الحالة بالأساس عبارة عن زيادة كمية الماء بالجسم وليس زيادة فقد العناصر المذابة، لذلك تعالج عن طريق تقييد شرب السوائل، كما قد تستخدم مدرات البول في علاج الحالة.

## التشخيص
الفحوصات المخبرية التي تلعب دوراً هاماً في تشخيص المتلازمة:
- مستوى الصوديوم في الدم <134 ميللي مول/ل
- اسمولية البول> 100 ميللي مول/كجم
- صوديوم البول> 40 ميللي مول/ل
- انخفاض نسبة نيتروجين يوريا الدم
- اعتدال نسبة الكرياتينين
- انخفاض مستوى حمض اليوريك
- اعتدال التوازن الحمضي القاعدي
- اعتدال توازن البوتاسيوم
- اعتدال وظائف الغدتين الدرقية والفوق كلوية [9][10][11]

### التشخيص التفريقي
يتم إطلاق الهرمون المضاد لإدرار البول (ADH) من الغدة النخامية الخلفية لعدد من الأسباب الفسيولوجية. فإن غالبية المرضى الذين يعانون من نقص صوديوم الدم، وغيرهم من الذين يعانون من الإفراط في تناول المياه (عطاش) أو فقدان الملح الكلوي سيكون لديهم افراز ADH مرتفع بسبب نقص صوديوم الدم. ومع ذلك، ليس كل مريض يعاني من نقص صوديوم الدم وارتفاع ADH لديه SIADH . وفي نهج آخر المريض الذي يعاني من نقص صوديوم الدم ينقسم في افراز هرمون ADH إلى: افراز مناسب وملائم (وهو ليس SIADH) أو افراز غير مناسب (SIADH) 
الإفراز المناسب للـ ADH يمكن أن يكون نتيجة لنقص حجم الدم، وهو ما يسمى الزناد الاسموزي لإطلاق هرمون ADH . ونقص حجم الدم، يحدث نتيجة للجفاف مع خساره السوائل واستبدال المياه (تحدث لبطل ماراثون  وكذلك في المرضى المصابين بأمراض حادة). ويمكن أيضا أن ينظر إلى نقص حجم الدم في حالات فشل القلب الاحتقاني (CHF) وحالات تليف الكبد بحيث أن الكلى تعاني نقص في حجم الأوعية الدموية. وقد ثبت أن نقص صوديوم الدم الناجم عن الإفراز المناسب لهرمون ADH (من وجهة نظر الكلى) في كلا من فشل القلب الاحتقاني وتليف الكبد يكون مؤشرا في زيادة عدد وفيات.
الإفراز المناسب لهرمون ADH يمكن أيضا أن تكون نتيجة لمحفزات غير ناضح. والأعراض مثل الغثيان / القيء والألم هي الأسباب الهامة لإفراز  والجمع بين الازمولالية الناضحه والغير ناضحه تحفز إفراز ADH ويمكن أن تفسر نقص صوديوم الدم في معظم المرضى الذين هم في المستشفى ويعانون من أمراض حادة ووجد أن لديهم نقص خفيف إلى معتدل في صوديوم الدم. ومتلازمة SIADH تعتبر أقل شيوعا من الإفراز المناسب لهرمونADH . في حين أنه ينبغي النظر في الفارق بينهما، وينبغي النظر في أسباب أخرى أيضا.
متلازمة نقص الملح في الدماغ (CSWS) ويصاحبه أيضا نقص صوديوم الدم، وعلامات الجفاف ولهذا السبب تعارضت تماما لـ(SIADH)  والأهم CSWS يمكن أن تترافق مع نزف تحت العنكبوتية (SAH) والذي قد يتطلب مكملات السوائل بدلا من حصر وتقييد السوائل لمنع تلف الدماغ.
سبب معظم حالات نقص صوديوم الدم عند الأطفال هو نتيجة الإفراز المناسب للهرمون المضاد لإدرار البول بدلا من SIADH أو سبب آخر.

## العلاج
- علاج السبب الأساسي للحالة إذا وجد.
- تقييد شرب السوائل 1200 : 1800 ميللي ل/يوم
- محلول ملحي مفرط التوتر إذا ظهرت أعراض مثل : الارتباك، التشنجات، الغيبوبة.

كما قد يشمل علاج متلازمة عدم ملائمة افراز الهرمون المضاد لادرار البول تصحيح نقص صوديوم الدم اعتماداً على درجة النقص، ظهور الأعراض أو عدمها وكونه حاداً أو مزمناً وذلك من خلال العقاقير الدوائية المختلفة كتلك المناهضة لمستقبلات هرمون الفاسوبريسين ومُدرات البول مثل :

- ديميكلوسايكلين
- كونيفابتان
- تولفابتان
- فروسيمايد